# Claus Jacobi (Mediziner)
Claus Wolfgang Jacobi (* 1. September 1948 in Hameln; † 23. April 2024 in Berlin) war ein deutscher Mediziner, Psychotherapeut, Psychiater und Jazzmusiker.

## Leben
Jacobi wurde als fünftes Kind des Arztes Hans Jacobi und der Ursula geb. Ahrens in Hameln geboren. Er besuchte das Schiller-Gymnasium in Hameln und studierte in Göttingen Medizin. Hier wurde er 1971 mit dem Thema Änderungen im Kalium-[Gehalt] und Natrium-Gehalt von Erythrozyten durch Kobra[giftkomponenten] und Bienengiftkomponenten zum Dr. med. promoviert und absolvierte nacheinander seine Facharztausbildungen in Innerer Medizin, Psychiatrie und Neurologie, Psychotherapie, Sozialmedizin und Rehabilitationswesen.

### Der Mediziner
Claus Jacobi war bis 2015 Chefarzt für Neurologie und Psychiatrie sowie Psychotherapie, ärztlicher Direktor, Mitglied des wissenschaftlichen Beirates sowie als Arbeitnehmervertreter Aufsichtsratsmitglied der Paracelsus-Roswitha-Klinik in Bad Gandersheim. Seit 2005 war er stellvertretender Vorsitzender der Deutschen Gesellschaft für klinische Psychotherapie und Psychosomatische Rehabilitation (DGPPR).

### Der Jazzmusiker
Bereits in seiner Jugend beschäftigte sich Claus Jacobi, der die Instrumente Klavier und Klarinette erlernt hatte, intensiv mit der Jazzmusik der 1920er Jahre. In Hameln gründete er seine erste Band, die von alten Platten abgehörte selbstgeschriebene Arrangements spielte. Während des Studiums in Göttingen gründete er gemeinsam mit dem Hamelner Klarinettisten Engelhard Schatz das Blue Roseland Orchestra und später die Red Roseland Cornpickers, die in der deutschen und bald auch europäischen Jazzszene bald überregionale Bekanntheit errangen und international auf Jazzfestivals wie dem Hammerveld Jazz Festival in Roermond, dem „Oude stijl Jazz Festival“ in Breda oder dem London Traditional Jazz Festival auftraten. 1978 war er Mitbegründer des Göttinger Jazzfestivals. Neben einigen Platteneinspielungen seiner eigenen Bands tritt Claus Jacobi auch europaweit als Klarinettist, Saxophonist und Arrangeur mit verschiedenen Ensembles in Deutschland, England, den Niederlanden und den Vereinigten Staaten auf. Unter anderem ist er heute der Begründer, Arrangeur und Saxophonist des Cl. W. Jacobi’s Bottomland Orchestra. Für die CD Harlem’s Arabian Nights bearbeitete unter anderem Jacobi zuvor nie aufgenommene Kompositionen von James P. Johnson für die Ersteinspielung neu.
Derzeit werden von der Syncopation Society Berlin ca. 700 von Claus Jacobi erarbeitete Transkriptionen zur Veröffentlichung herausgegeben.
Jacobi starb am 23. April 2024 nach kurzer schwerer Krankheit in Berlin und wurde dort auf dem Friedhof Friedenau bestattet.

## Veröffentlichungen

### Medizinisches
- Änderungen im Kalium-[Gehalt] und Natrium-Gehalt von Erythrozyten durch Kobra[giftkomponenten] und Bienengiftkomponenten, Göttingen 1971 (Dissertation)
- Somatische Differentialdiagnose körperlicher Angstsymptome. In: J Margraf, S Schneider: Diagnostisches Inventar psychischer Störungen (Mini-DIPS), PVU, 1994.
- Systematische Katamneseerhebung als Hilfsmittel bei der internen Qualitätssicherung (mit A. Tacke-Pook und W. Prostka). In: MF Schuntermann (Hrsg.): Zusammenarbeit von Forschung und Praxis, DRV-Schriften, 1995, S. 73–75.
- Prognostische Bedeutung von Arbeitsunfähigkeit bei Aufnahme zur stationären psychosomatischen Rehabilitation: Ergebnisse einer 1-Jahres-Katamnese (mit A. Tacke-Pook). In: MF Schuntermann (Hrsg.): Evaluation in der Rehabilitation, DRV-Schriften, 1996, S. 151–152.
- Jacobi C, Margraf J: Somatische Differentialdiagnose (mit F. Strian und J. Margraf). In: J Margraf (Hrsg.): Lehrbuch der Verhaltenstherapie. 2. Aufl., Band 1, Springer, Berlin 2000, ISBN 3-540-66439-4, S. 347–362
- Therapieziel- und Ergebnisdokumentation in der kognitiv-verhaltenstherapeutischen psychosomatischen Rehabilitationspraxis (mit A. Tacke-Pook und G. Heuft). In: Interdisziplinarität und Vernetzung, DRV-Schriften 11, 1998, S. 114–115.
- Entwicklung der Psychotherapiemotivation in der stationären psychosomatischen Rehabilitation: Einfluß einer motivationsfördernden Basisgruppe (mit W. Prostka, M. Polewka, K. Herrmann). In: Interdisziplinarität und Vernetzung, DRV-Schriften 11, 1998, S. 478–479
- Systematic 1-Year-Follow-up in a Cognitive-Behavioral Oriented Psychosomatic Clinic 1991-1996 (mit anderen), In: MF Schuntermann (Hrsg.): 6. European Congress on Research in Rehabilitation, DRV-Schriften 10, 1998, S. 443–445.
- Erste Erfahrungen mit einem lerntheoretischen Erklärungs- und Behandlungsmodell der Multiplen Chemischen Sensitivität (MCS) in einer psychosomatischen Klinik (mit A. Tacke-Pook). In: Reha-Bedarf – Effektivität – Ökonomie, DRV-Schriften 12, 1999, S. 383–385.
- Therapieziele in der psychosomatischen Rehabilitation (mit M. Berking, O. Masuhr). In: Verhaltenstherapie & psychosoziale Praxis 34, 2001, S. 259–272.
- Predictors of goal achievement in stationary cognitive behavioral therapy (mit M. Berking), Vortrag, 32. EABCT-Kongress, Maastricht 2002 (Abstract-Band: S. 126–127).
- Zur Relevanz realistischer Zielsetzung in der Schmerztherapie. (mit anderen), In: Verhaltenstherapie 13 (suppl 1), 2003, S. 29–30, ISSN 1016-6262.
- Veränderung klinisch relevanter Ziele und Therapieerfolg: Eine Studie an Patienten während einer stationären Verhaltenstherapie (mit anderen). In: Psychother. Psych. Med. 53, 2003, S. 171–177.
- Reduction of Incongruence in Inpatient Psychotherapy (mit anderen). In: Clin. Psychol. Psychother. 10, 2003, S. 86–92, ISSN 1063-3995.
- Empirisch validierte Hilfestellung für das Aufstellen von Therapiezielen in der psychosomatischen Rehabilitation (mit anderen). In: Rehabilitation im Gesundheitssystem, DRV-Schriften 40, 2003, ISBN 3-926181-73-7, S. 460–462.
- Entwicklung einer Kriterienliste zur Evaluation aller katamnesegestützten Programm-Evaluationsstudien für die System-Leitlinie „Psychosomatische Rehabilitation“ (mit anderen). In: Rehabilitation im Gesundheitssystem, DRV-Schriften 40, 2003, ISBN 3-926181-73-7, S. 492–494
- Auf dem Weg zur Leitlinie „Psychosomatische Rehabilitation“. (mit anderen), In: Psychother. Psych. Med. 53, 2003, ISSN 0937-2032
- Der schwere Weg zum richtigen Ziel: Evaluation eines Gruppenprogramms zur Erleichterung der Zielfindung zu Beginn einer psychosomatischen Rehabilitation (mit anderen). In: Selbstkompetenz – Weg und Ziel der Rehabilitation. DRV-Schriften 52, 2004, ISBN 3-926181-86-9, S. 531–532
- Transferförderung im Rahmen einer stationären psychosomatischen Rehabilitation (mit anderen). In: Selbstkompetenz – Weg und Ziel der Rehabilitation. DRV-Schriften 52, 2004, ISBN 3-926181-86-9, S. 567–569
- Therapieziele von Patienten für eine ambulante Anschlussbehandlung nach stationärer psychosomatischer Rehabilitation (mit anderen). In: Selbstkompetenz – Weg und Ziel der Rehabilitation. DRV-Schriften 52, 2004, ISBN 3-926181-86-9, S. 553–556
- Sage mir deine Diagnose, und ich sage dir, was du willst: Inwieweit sind Therapiezielinhalte störungsspezifisch? (mit anderen). In: Zeitschrift für Klinische Psychologie, Psychiatrie und Psychotherapie 52, 2004, S. 223–236, ISSN 1661-4747.
- Was wollen Patienten wann und wo erreichen? Die Veränderungen von Therapiezielen während und nach einer stationären Verhaltenstherapie (mit anderen). In:  Verhaltenstherapie 14, 2004, S. 245–252, ISSN 1016-6262.
- Empirically based guidelines for goal-finding procedures in psychotherapy: Are some goals easier to attain than others? (mit anderen). In: Psychotherapy Research 15, 2005, S. 316–324, ISSN 1050-3307.
- Der psychosomatische Patient: Kognitive Verhaltenstherapie in psychosomatischen Rehabilitationskliniken (mit anderen). In: HH Stavemann (Hrsg.): KVT-Praxis, Beltz, Weinheim 2005, ISBN 3-621-27546-0
- Randomisierte Kontrollstudie eines kognitiv-behavioralen Gruppentrainings für Frauen mit Wechseljahresbeschwerden (mit anderen). In: Rehabilitation und Arbeitswelt – Herausforderungen und Strategien. DRV-Schriften 64, 2006, S. 470–471, ISBN 3-938790-02-4.
- Der psychosomatische Patient: KVT in psychosomatischen Rehabilitationskliniken. In: Harlich H. Stavemann (Hrsg.): KVT-Praxis, Strategien und Leitfäden für die kognitive Verhaltenstherapie. Beltz, 2008, ISBN 978-3-621-27634-4
- Rehabilitation in der Psychosomatik. Schattauer, 2008, ISBN 978-3-7945-2607-9

### Jazz

#### LPs
- Blue Roseland Orchestra: Jubilee, Auviton, 1978
- Red Roseland Cornpickers: Double Talk – Classic Jazz, Stomp Off Records, 1984
- Red Roseland Cornpickers: Peer Gynt Suiten, 1986
- Red Roseland Cornpickers & Keith Nichols: Handful of Keith, 1986
- The Dreamland Syncopators: Territory Jazz, Stomp Off Records, 1986
- Red Roseland Cornpickers: Red Hot Band, Stomp Off Records, 1987
- Benny Waters – Memories of the twenties, Stomp Off Records, 1988

#### CDs
- Cl.W.Jacobi’s Bottomland Orchestra, A Tribute to Clarence Williams, Stomp Off Records, 1994
- Cl.W.Jacobi’s Bottomland Orchestra, Tribute to Clarence Williams Vol. 2, Stomp Off Records
- Keith Nichols & Cotton Club Orchestra with Claus Jacobi & Bent Persson Syncopated Jamboree, Stomp Off Records (rec. 1991)
- Hendersson Stomp mit Cl. Jacobi, Keith Nichols[6]
- Keith Nichols & Cotton Club Orchestra: Harlem’s Arabian Nights, mit Bent Persson, Mike Henry, Alistair Allan, Bob Hunt, René Hagmann, Matthias Seuffert, Martin Wheatley, Graham Read, Richard Pite sowie Janice Day, 1997
- Blue Roseland Orchestra: Easy Money, 2003
- Blue Roseland Orchestra: Six Or Seven Times, 2003
- Keith Nichols: Kansas City Breakdown, Stomp Off Records 2004[7]